# 松本圭世
松本圭世（まつもと かよ、1989年8月6日 - ）は、日本のフリーアナウンサー。静岡県磐田市出身。身長161cm。

## 略歴
静岡県立磐田南高等学校、名古屋大学経済学部卒業。
就職活動では、東京、名古屋、大阪のテレビ局を受験するも全敗。他業種の企業に内定するも、大学4年時の3月16日に愛媛朝日テレビから突然の採用通知を受け、迷ったが「今しかできないことをやろう」と思いアナウンサーになることを決意した。大学卒業後の2012年4月に愛媛朝日テレビに契約アナウンサーとして入社。同期に、坂口愛美、戸谷勇斗、西田沙織がいる。
2013年9月30日をもって愛媛朝日テレビを退社し、同年10月にテレビ愛知に入社。
2014年9月の契約満了をもってテレビ愛知を退社しフリーとなった。その後上京する。
2015年11月1日、TOKYO MX開局20周年記念番組のアニバーサリー（期間限定）アナウンサーを務めた。これが約1年半ぶりのテレビ仕事となった。
2018年10月、この年に新たに開幕した競技麻雀のプロリーグ「Mリーグ」の公式インタビュアーに就任。
2019年3月4日、『週刊プレイボーイ』（集英社）の2019年3月18日号で初の水着グラビアを披露。
2021年12月31日、ワンエイトプロモーションを退所してフリーになった事を自身のYouTubeチャンネルにて報告。

## 人物
- 趣味は麻雀。就職活動の趣味の欄にも記載していた[10]。
- 弓道初段、潜水士の資格を持っている[1]。
- 尊敬する人物は指原莉乃[11]。
- 女優の長澤まさみと同じ中学校出身で、同じバレエスクールに通っていた[12]。
- 卓球選手の水谷隼は同じ小学校と中学校に通った同級生（クラスメイトでもあった）で、現在も親交がある[13]。

## 出演
（2014年にフリーアナウンサーとして活動し始めた以降の出演情報）

### テレビ
- TOKYO MX開局20周年カウントダウンイベント（2015年10月31日、TOKYO MX）
- 開局20周年記念特別番組「9レイジーだぜ。チャレンジフェスティバル」（2015年11月1日、TOKYO MX） - アニバーサリーアナウンサー
- Tokyoハイレゾガール（2015年11月3日 - 2016年3月22日、テレビ東京） - ナレーション
- 開局20周年番組「ハタチの夢中教室」（2016年1月10日、TOKYO MX） - アシスタント
- ネクストブレイク「女優カメレオン」（2016年3月3日、日本テレビ）[5]
- 直撃!コロシアム!! ズバッと!TV（2016年5月16日、TBS）
- あるある議事堂（2016年6月4日、テレビ朝日）
- ノンストップ!（2016年11月24日、フジテレビ）
- 女流雀士 プロアマNo.1決定戦 てんパイクイーン（2016年 - 、テレ朝チャンネル2）シーズン2、シーズン5～9に出場
- 田村淳の地上波ではダメ!絶対! #22,#23（2017年2月16日,3月2日、BSスカパー!） - 「大麻クイズ」アシスタント
- 聞いてた話と違います!（2017年7月7日、フジテレビ）
- パチテレ!情報プラスHYPER（2018年1月2日 - 2020年12月30日、パチテレ） - レギュラー司会
- ダラケ!（2018年6月14日 - 2019年3月28日、BSスカパー!） - 米田弥央の代理アシスタント
- 有吉反省会（2019年3月23日,3月30日,4月13日、日本テレビ）
- ネプリーグ SP 〜林修&日本を知り尽くす世界インテリ軍vs各局元アナ軍！〜（2019年5月13日、フジテレビ）
- 潜在能力テスト（2019年6月18日、フジテレビ）
- 水曜日のダウンタウン（2019年8月7日、TBS）
- 東大王（2019年8月21日、TBS）
- 女神降臨 in ビジュアルクイーン撮影会 #3（2019年8月30日、MONDO TV） - アシスタント
- 建物の世界を深堀り ボクらケンセツ部[14]（2019年10月6日 - 、サンテレビ）
- プロ野球ファン対抗!ダイヤモンド麻雀（2021年1月29日、スポーツライブ+）

### テレビドラマ
- ドクターカー 第12話（2016年6月30日、読売テレビ） - ニュースキャスター 役
- 往復書簡〜十五年後の補習（2016年9月30日、TBS・湊かなえ×TBS ドラマ特別企画）- リポーター 役
- 警視庁SP特命係（2019年3月4日、TBS・月曜名作劇場）- 現場リポーター・鈴木絢子 役

### ウェブ配信
- ぶるぺん（2016年8月、GYAO!）- 話題のフリーアナウンサー（全9回）
- 「Road to 日高祭（ヒダカフェス）20」（2016年12月 - 、横浜・釜鍋劇場） - ナビゲーター
- すっぴん麻雀 〜優勝賞金100万円！負けたらその場ですっぴん公開！〜（2016年12月29日、AbemaTV）- 実況
- すっぴん麻雀 presents ガチンコ脱衣麻雀（2017年4月22日、AbemaTV）-  実況[15]
- 今日、体重発表します。-優勝賞金100万！負けたらその場で体重発表！-（2017年11月19日、AbemaTV）[16]
- Mリーグ（2018年10月1日 - 、AbemaTV麻雀チャンネル）[17]-  レポーター[18]
- 新春オールスター麻雀大会2019（2019年1月2日 - 3日、AbemaTV）[19]
- WINTICKET ミッドナイト競輪（2019年4月 - 、AbemaTV）日替わり出演者のひとり
- 新春オールスター麻雀大会2020（2020年1月2日 - 3日、AbemaTV）[20]※テレビ朝日でも一部放送
- テレビ愛知「10チャン縁日オンライン」（2020年9月13日）[21]※テレビ愛知退社後、6年ぶりに同社の番組・イベントに出演した。

### CM
- TOKYO MX TV 「MX宣伝大使」（2016年10月1日 - ）

## 掲載

### 雑誌
- 週刊プレイボーイ 2019年3月18日号（集英社） - グラビア「はじめてのこと。」[9]
- FLASH 2019年4月2日号（光文社） - グラビア「速報です!女子アナがスーツを脱ぎました」[22]
  - 2019年6月11日号 - グラビア「滴るSEXY現場実況!」[23]
- 近代麻雀 2021年12月号より（竹書房） 「まつかよノート」連載中　イラスト/塚脇永久